# Polska Bibliografia Bibliologiczna
Polska Bibliografia Bibliologiczna – bibliografia nauki o książce, od początku była silnie związana z Bibliografią Bibliografii Polskich. Początkowo była wydawana w czasopiśmie Exlibris przez Władysława Tadeusza Wisłockiego, kustosza Biblioteki Jagiellońskiej jako Bibliografia Bibliofilstwa i Bibliografii Polskiej w latach 1914–1922. Po kilkuletniej przerwie bibliografia została wznowiona i ukazywała się jako dodatek do Przeglądu Bibliotecznego Bibliografia Bibliografii, Bibliotekoznawstwa i Bibliofilstwa w latach 1928 oraz 1930–1936. 
Po II wojnie światowej wydawnictwo zaczęto wydawać samodzielnie pod nazwą Bibliografia Bibliografii i Nauki o Książce (BBNK). W sumie wydano 33 tomy, w których zarejestrowano materiał za lata 1937–1980. Począwszy od 1968 do 1980 r. BBNK ukazywała się w dwóch częściach:
1. Bibliografia Bibliografii Polskich
2. Polska Bibliografia Bibliologiczna.
Od roku 1980 oba wydawnictwa są publikowane oddzielnie. 
PBB obejmuje piśmiennictwo z zakresu nauki o książce opublikowane w Polsce, również wydawnictwa zagraniczne, które poprzez autora bądź temat związane są z Polską. Rejestruje się również prace naukowe, popularnonaukowe i popularne, a pod względem zasięgu wydawniczego zarówno wydawnictwa zwarte, artykuły jak i fragmenty. Zasięgiem chronologicznym PBB obejmuje piśmiennictwo wydane w danym roku, przy czym dla druków zwartych, roczników i wydawnictw ciągłych nieregularnych decyduje data druku (na metryce drukarskiej). Uwzględniono również wydawnictwa, które wpłynęły do Biblioteki Narodowej z opóźnieniem.
Począwszy od 1980 r. do 1994 r. indeksy opracowywała przemiennie: Maria Barbara Bieńkowska, Barbara Eychlerowa, Jadwiga Pietrzykowska. W latach późniejszych do 2000 r.: Marzena Przybysz, Teresa Pawlikowska.
Bibliografia zawiera dwa indeksy: alfabetyczny (hasła autorskie i tytułowe) oraz rzeczowy (hasła osobowe, geograficzne, przedmiotowe).
W każdym roczniku znajduje się Wykaz Czasopism i Innych Wydawnictw Ciągłych. 
W roku 2000 zarejestrowano opisy dokumentu elektronicznego, do którego zastosowano normę PN-N-01152-13.